# Hyle (Einheit)
Die Hyle (Einheitenzeichen: hyle, von altgriechisch ὕλη hylē, deutsch ‚Stoff, Materie‘) war die Einheit der Masse {\displaystyle m} im Mieschen Einheitensystem:
{\displaystyle \mathrm {1\;hyle=1\;{\frac {W\cdot s^{3}}{cm^{2}}}=1\;{\frac {V\cdot A\cdot s^{3}}{cm^{2}}}=10^{4}\;kg=10\;t} }
mit
- {\displaystyle \mathrm {W} } - Watt
- {\displaystyle \mathrm {s} } - Sekunde
- {\displaystyle \mathrm {cm} } - Zentimeter
- {\displaystyle \mathrm {V} } - Volt
- {\displaystyle \mathrm {A} } - Ampere
- {\displaystyle \mathrm {kg} } - Kilogramm
- {\displaystyle \mathrm {t} } - Tonne.

Es war also definiert als die Masse, für deren Beschleunigung um 1 cm/s pro Sekunde eine Leistung von 1 Volt·Ampere = 1 Watt aufgewendet werden muss.

## Herleitung
Herleitung aus
- der Kraft {\displaystyle F=m\cdot a\Leftrightarrow m={\frac {F}{a}}}
mit {\displaystyle a} - Beschleunigung
- und der Leistung {\displaystyle P=U\cdot I={\frac {F\cdot s}{t}}\Leftrightarrow F={\frac {P\cdot t}{s}}={\frac {U\cdot I\cdot t}{s}}}
mit {\displaystyle U} - elektrische Spannung, {\displaystyle I} - elektrischer Strom, {\displaystyle s} - Weg, {\displaystyle t} - Zeit

{\displaystyle \Rightarrow m={\frac {P\cdot t}{s\cdot a}}={\frac {U\cdot I\cdot t}{s\cdot a}}}